# Gemini–2
A Gemini–2 az amerikai Gemini-program második személyzet nélküli próbarepülése volt. Az űrhajó szuborbitális pályán 18 percet repült. Az Atlanti-óceánra szállt le. Tesztelték a hővédelmet, a fedélzeti rendszereket és a Gemini űrhajó szilárdságát.

## Személyzet
Űrhajósok nélkül.

## Előzmények
A Gemini–2 előkészületei késéssel kezdődtek. Előbb a hordozórakétát, a Titan II-t érték problémák: a kész rakéta második fokozatbeli oxigéntartályát kellett kicserélni, aztán villámcsapás érte a rakétát, majd egy áthaladó hurrikán is lecsapott az indítóállásra, amely átírta a terveket. A nagyobb késések és problémák azonban a Gemini űrhajóval adódtak a McDonnellnél, az űrhajó gyártójánál. Tekintettel arra, hogy a második űrhajó egy minden ízében működőképes változat volt (ellentétben a Gemini–1-gyel, amely inkább volt egy műszerekkel megtöltött „karosszéria”), az előkészítés, beszabályozás és összeszerelés is jóval bonyolultabb volt. Előbb csak a kormányhajtóművek gyártójának a Rocketdyne-nak, majd az üzemanyagcellák gyártójának, a General Electric-nek a késedelmei jelentkeztek, majd a beépítendő alkatrészek sorozatos beépítés előtti tesztproblémái azt vetítették elő, hogy a komplett gyártás utáni rendszertesztek csak 1964 januárjában mehetnek végbe. A Tervezőmérnöki Felülvizsgálatot eredetileg 1963 novemberére tűzték ki, de végül csak 1964. február 12-én tudta megkezdeni a kilenctagú bizottság a munkát a McDonnellnél. A vizsgálat egy hosszú módosítási listát tárt fel (22 kötelező, 4 feltételes és 10 további tanulmányozást igénylőt). A hibajavításokkal kiegészített elsődleges tesztsorozat lassan haladt, egyre hátrébb tolva a lehetséges startdátumot. A másodlagos tesztsorozat csak 1964. július 3-án indulhatott el, felemésztve az egész júliust, majd egészen augusztus közepéig tartott, amikor is Floridában megkezdődött a hurrikánszezon.
1964. augusztus 27-én lecsapott a Cleo hurrikán Cape Kennedy-re, a technikusok a rakéta második fokozatát fedezékbe tudták menekíteni, de az első fokozat ott maradt függőlegesen felállítva az indítóállásban. A szélvihar elvonultát követően újra a rendszertesztek vették át a főszerepet. Ezután az okozott problémát, hogy a Légierő a szomszéd indítóállásból egy másik Titan rakétát indított és a gyártó mérnökeinek egy részét ez elvonta a Gemini–Titan–2 előkészületeitől. Született olyan elképzelés is a késések miatt, hogy vonják össze a repülést a soron következő rakétateszttel. Szeptember 8.-án azonban a Dora hurrikán érkezett Cape-re, a teljes rakétát a hangárba vonták vissza, majd három nap múlva az Ethel hurrikán vonult át Floridán. A szélviharok elvonultával tudták csak a rakétát visszaszállítani az indítóállásba. A hordozóeszköz ismételt tesztjei csak szeptember 21-re fejeződtek be, arra a napra, amikor a Gemini űrhajó is megérkezett Cape-re. A rengeteg késedelem átírta a teljes Gemini-programot, az emberes repülést legkorábban 1965 januárjára tolva. Eközben a Szovjetunióban 1964. október 12-én felbocsátották a Gemini riválisának számító Voszhod–1-et, ám ebben a repülésben mindössze annyi újdonság testesült meg, hogy több űrhajós volt az űrhajó utasa egyszerre és ők (helytakarékosságból) nem szkafanderben foglaltak helyet az űrhajójukban, viszont a Voszhod semmilyen manővert nem hajtott végre. Végül 1964. november 5. volt, amikor a Gemini űrhajó és a Titan II készre szerelve állt az indítóállványon, a startot pedig 1964. december 7-re tűzték ki.
A visszaszámlálás 1964. december 8-án kezdődött meg és egészen lefutott a zéróig, ám ekkor 1964. december 9-én 11:41-kor (16:41 UTC), a létező legutolsó pillanatban (a hajtóművek már beindultak, de a tartócsavarok még rögzítve tartották az űrszerelvényt) a beépített Üzemzavar Érzékelő Rendszer hibát jelzett és leállította a hajtóműveket, a felszállás meghiúsult.
A hibás startot követően egy hosszabb folyamat kezdődött a hibakeresésre, illetve a rakéta újbóli startfelkészítésére (a fő problémát a teljesen feltöltött hordozóeszköz üzemanyagának és oxidálóanyagának lefejtése, valamint az élesen, de szabályszerű működés nélkül robbanásveszélyesen maradt pirotechnikai töltetek deaktiválása jelentette). A hibás alkatrészek cseredarabjainak megérkezése után az ismételt start előkészítése is megtörtént.

## Repülés
A Gemini–Titan–2 végül 1965. január 19-én 14:03:59-kor (9:03:59 UTC) szállt fel Cape Kennedyről, a 19-es indítóállásból. A Gemini–2 a repülési terv szerint szuborbitális pályán repült (nem is tervezték Föld körüli pályára állítani), amelynek fő célja az űrhajó minél nagyobb sebességre gyorsítása volt. 6 perc 54 másodperccel a startot követően beindult a fékezési folyamat és az űrhajó (és a rakéta) 3422 kilométerre a starthelytől az Atlanti-óceánon ért vizet. A leszállásra 26 kilométerre a tervezett leszállási ponttól és 83 kilométerre a kiemelésre kirendelt U.S.S. Lake Champlain repülőgép hordozótól került sor. A fő repülési célokat elérték, egyedül az üzemanyagcellák és a hűtési rendszer működésében lépett fel zavar (előbbi még a start előtt leállt, utóbbi pedig nem kellő hőmérsékletet biztosított), a teszt fő tárgyának szolgáló hőpajzs tökéletesen tette a dolgát.

## MOL
A Manned Orbiting Laboratory az Egyesült Államok Légierejének a projektje volt, amelyben katonai céllal, a Gemini-program hardverére alapozva egy kvázi űrállomást üzemeltettek volna Föld körüli pályán. A MOL-program keretében a NASA Gemini űrhajóját építették volna át egy Gemini B űrhajóvá és ez szolgálta volna ki a Titan rakéta testéből (lényegében a tartályaiból) kialakított űrállomást. A végül megszakított és törölt program keretében egyetlen űrhajót bocsátottak fel 1966. november 3-án. A felbocsátott űrhajó a Gemini–2-nél használt űrhajó újrahasznosítása volt, a visszatérő egységet felújítva és korszerűsítve, valamint a feladat követelményeire szabva küldték fel a tesztrepülésre. ennek keretében az űrhajó szuborbitális pályán azonnal visszatért, hogy a légkörbelépést szimulálják általa, illetve a rakéta magával vitte a majdani űrállomást is és Föld körüli pályára állt. Később törölték a katonai programot, a forrásai máshová csoportosítva át.

## Külső hivatkozások

### Külföldi oldalak
- Gemini 5 Mission Report (PDF) October 1965
- On The Shoulders of Titans: A History of Project Gemini Archiválva 2003. december 7-i dátummal a Wayback Machine-ben